# 赫尔曼·苏特尔
赫尔曼·祖特尔（Hermann Suter，1870年4月28日—1926年6月22日，又译苏特尔），瑞士作曲家、指挥家。 
祖特尔生于阿尔高州凯撒施图尔，曾在巴塞尔、斯图加特及莱比锡的音乐学院学习，师从汉斯·胡贝尔与卡尔·莱内克。1892年-1902年，他在苏黎世担任风琴家及指挥，随后移居巴塞尔直至去世。1918年-1921年，他任巴塞尔音乐学院的主任一职。其中的一位学生理夏德·陶伯曾在1912年6月的奥尔滕音乐节演唱他的三首歌。 
祖特尔的作品中留有勃拉姆斯、施特劳斯、马勒等和苏特同样在巴塞尔生活过的许多其他作曲家的痕迹。 他的大部分作品为合唱，伴奏或无伴奏均有。其他作品有清唱剧《赞美》，全称为《圣方济各亚西西的赞美》（Le Laudi di San Francesco d'Assisi）。《赞美》于1923年在恩加丁的Plaun da Lej完成。这部清唱剧建立在由圣方济各亚西西创作的宗教歌曲《太阳颂歌》的基础上。至1930年，该作品已在城市中演出约80次。威廉·富特文格勒上演了该作品在维也纳的首次演出。该作品在巴黎、斯德哥尔摩、柏林、汉堡、莱比锡、科隆和德国较小城市受到好评。祖特尔的其他作品包括交响曲（1914年），小提琴协奏曲（1921年），三首弦乐四重奏（1901年、1910年、1921年）、弦乐六重奏（1920年）和艺术歌曲。 
- 据推测《赞美》在美国的首次演出在1930年于纽约市圣马可教堂。
- 《赞美》在美国的第一场专业演出在2000年6月于檀香山的尼尔·S.布莱斯德尔中心（Neal S. Blaisdell Center）。
- 美国交响乐团于2008年在美国首演了祖特尔的小提琴协奏曲（作品23） [1]
- 《赞美》在英国的首次演出在2009年6月21日于英国剑桥。